# Toyota Mirai
El Toyota Mirai es un vehículo de 4 plazas propulsado por un motor eléctrico alimentado por una pila de combustible suministrada por hidrógeno. Toyota anunció este vehículo en noviembre del 2014 en el Salón del Automóvil de Los Ángeles. El modelo salió a la venta en Japón el 15 de diciembre de 2014 a un precio de 6.7 millones de yenes. A finales de 2015 se puso a la venta en California (Estados Unidos) por 57 400 USD. En junio de 2016 se puso a la venta en Alemania, Dinamarca, Noruega y Reino Unido.
Hay previsto un modelo de segunda generación para la segunda mitad de 2020.

## Motor y pila de combustible

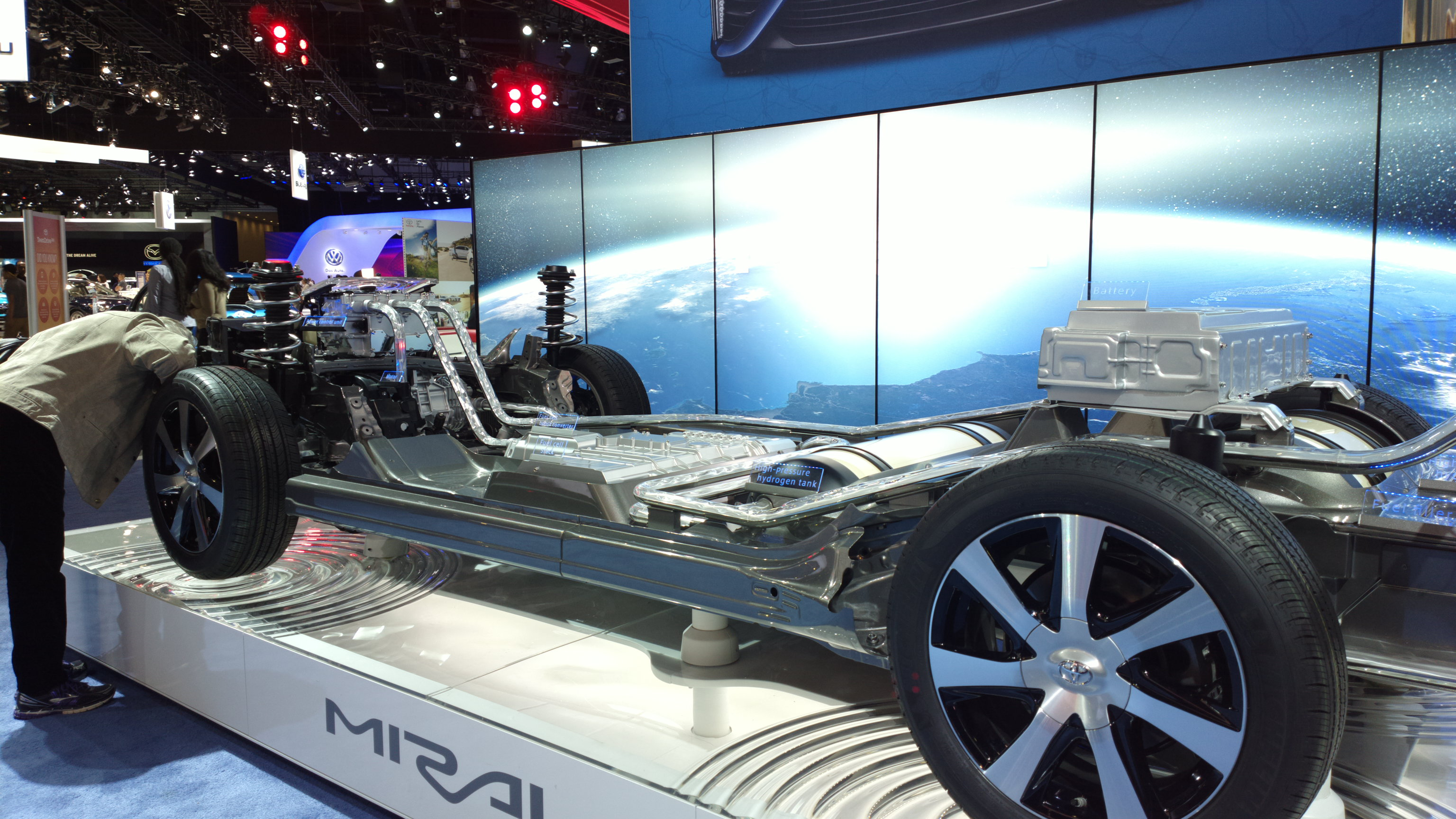
Toyota Mirai (2014).

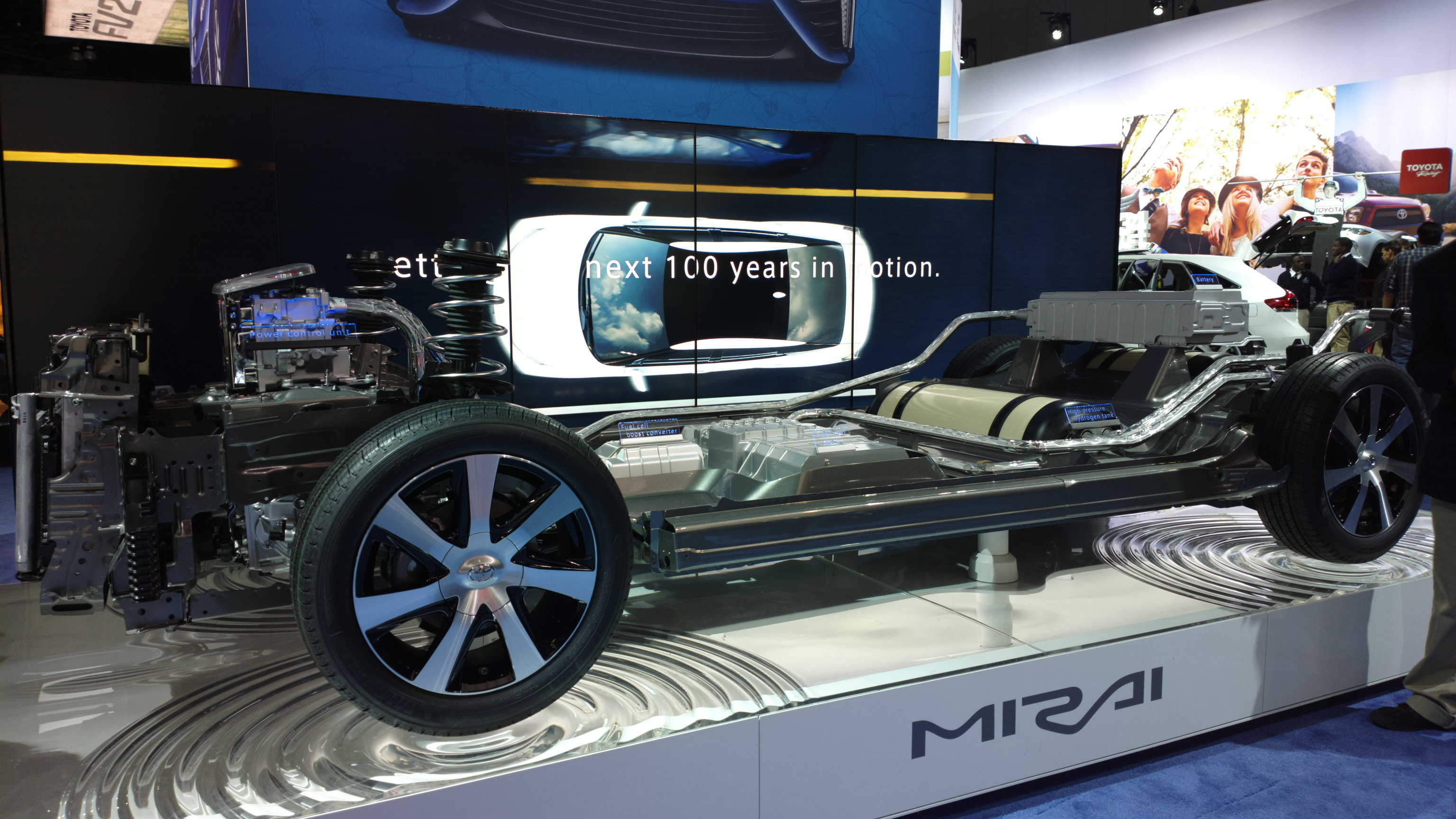
Corte que muestra delante el motor eléctrico y la unidad de control de potencia, en el medio la pila de combustible, y detrás la batería de tracción de NiMH sobre los depósitos de hidrógeno.

El motor eléctrico produce 155 CV (153 HP) de potencia y un par motor máximo de 335 N·m. El sistema obtiene el oxígeno del aire y el hidrógeno de dos depósitos cilíndricos ubicados en el eje trasero con una capacidad total de 122,4 litros. El hidrógeno almacenado pesa 5 kg. Los tanques de hidrógeno están compuestos de 2 capas de plástico y otra capa de plástico reforzada con fibra de carbono. El hidrógeno está comprimido a 70 MPa.
El oxígeno del aire pasa por un radiador y llega a la pila de combustible ubicada en el suelo del vehículo entre los dos ejes. En la pila de combustible se combina con el hidrógeno produciendo electricidad que alimenta un motor eléctrico. Del tubo de escape solo sale agua por lo que no produce gases contaminantes ni emisiones de CO2.
La pila de combustible pesa 56 kg. Los depósitos de hidrógeno pesan 87,5 kg.

## Batería
En el maletero dispone de una batería de tracción de 1,6 kWh de níquel metal hidruro NiMH. La batería suministra electricidad al motor eléctrico a baja velocidad. En condiciones de mayor demanda de energía se combina con la pila de combustible para suministrar más electricidad al motor. El freno regenerativo recupera energía de las deceleraciones y la inyecta en la batería.

## Prestaciones

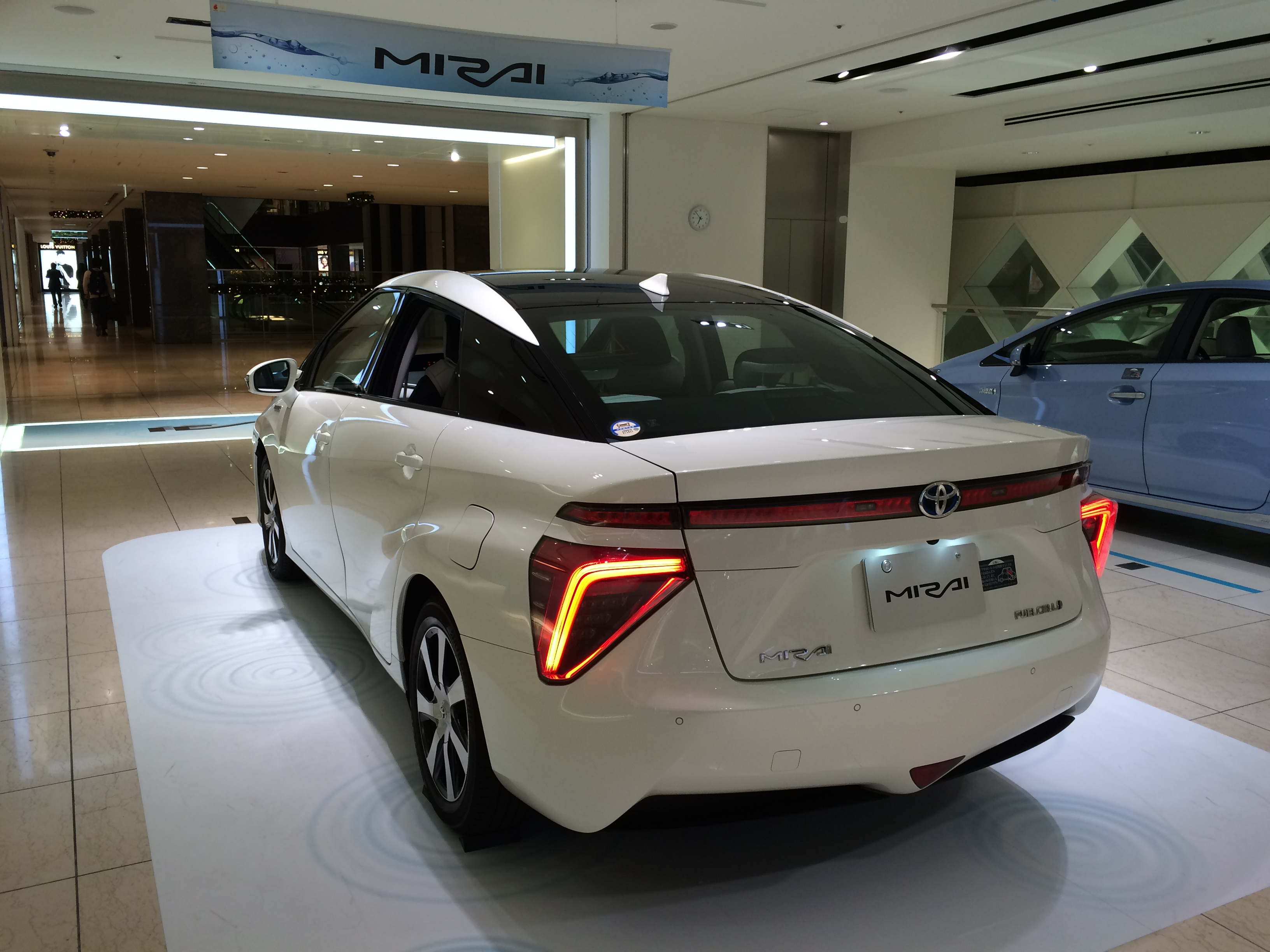
Toyota Mirai (noviembre de 2014).

Acelera de 0 a 100 km/h en 9,6 segundos. La velocidad máxima es de 179 km/h. La pila de combustible tiene una potencia de salida máxima de 114 kW.

## Producción

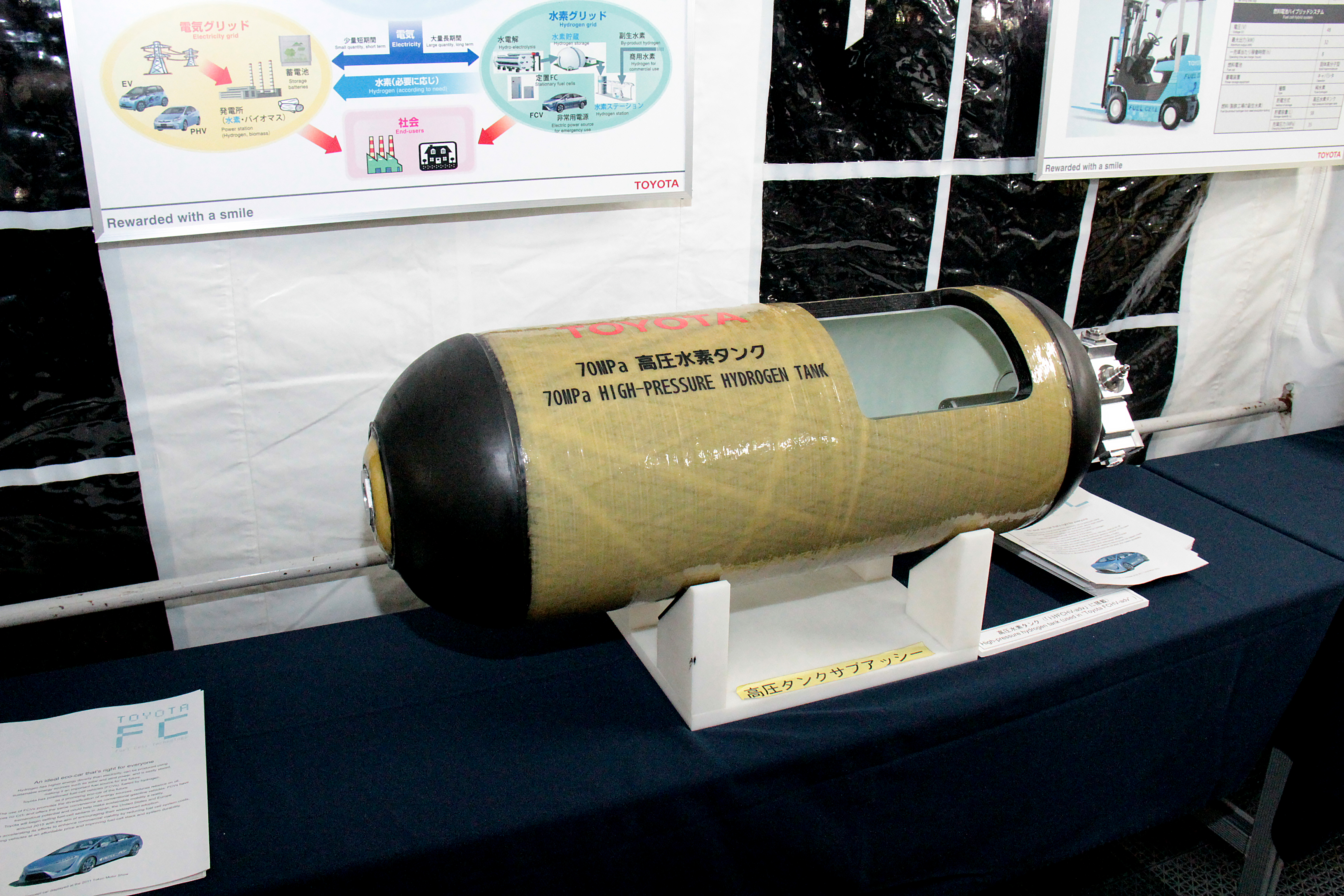
Depósito de hidrógeno.

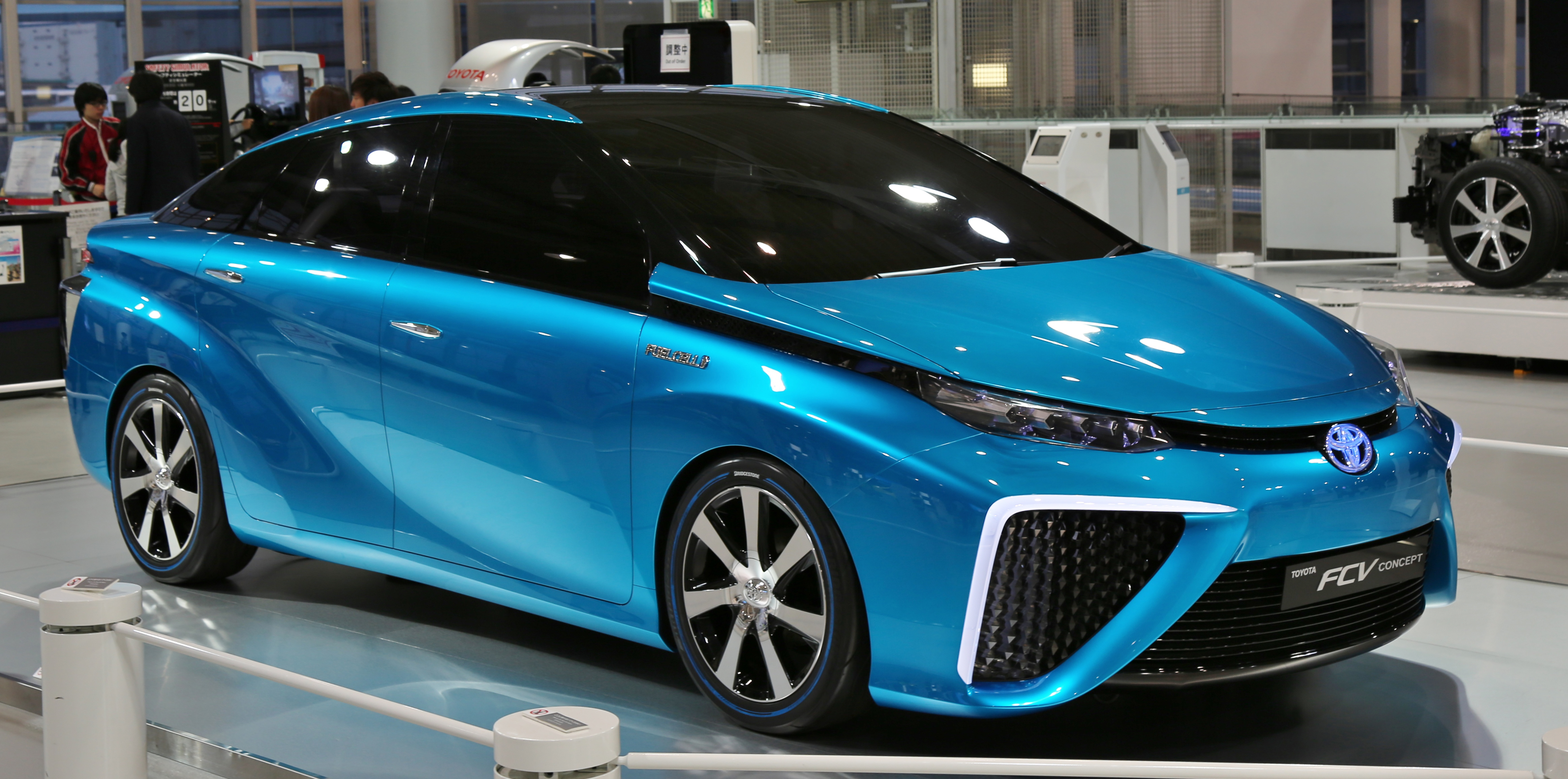
Toyota Mirai (2014).

Se produce en la fábrica que Lexus usó para fabricar el modelo LFA de dicha marca. Es conocida como Motomachi y está situada en la Ciudad de Toyota para crear automóviles con un nivel de tecnología superior al de muchas otras fábricas.

## Eficiencia
Tiene una autonomía de hasta 483 km y tarda 5 minutos en repostar hidrógeno.
El coeficiente aerodinámico Cd es de 0,29.
En distancias cortas es más eficiente un automóvil propulsado por un motor eléctrico que con uno propulsado por hidrógeno. Este motor eléctrico de pila de combustible es más eficiente que uno de combustible convencional.

## Comodidad
Cuenta con cuatro asientos, dos delante y dos detrás. Toyota ha usado materiales especiales alrededor de la cabina para asegurar que no se oigan ruidos desagradables. El parabrisas delantero y los cristales delanteros están fabricados con un vidrio especial que reduce el ruido.
Toyota ofrece una garantía de 8 años o 160 000 km para los componentes de la pila de combustible.
Dispone de un botón H2O que permite expulsar el agua del escape acumulada de forma más visible.
Opcionalmente dentro del maletero tiene un conector CHAdeMO que permite extraer hasta 9 kW de potencia del coche para alimentar una casa en caso de emergencia. Con los depósitos de hidrógeno llenos el Mirai podría suministrar hasta 60 kWh de electricidad.